# Juan Martín Hernández
Juan Martín Hernández (* 7. August 1982 in Buenos Aires) ist ein nicht mehr aktiver argentinischer Rugby-Union-Spieler. Er spielte als Verbinder oder Schlussmann für Toulon. Er gehörte der argentinischen Nationalmannschaft an.

## Karriere
Hernández begann seine Karriere beim argentinischen Verein Deportiva Francesa, wo er bis 2003 spielte. Im Anschluss an die WM 2003 wechselte er zu Stade Français. In seiner ersten Saison in Frankreich gelang ihm mit dem Team der Gewinn der Liga Top 14.
Sein Debüt für Argentinien gab Hernández am 27. April 2003 gegen Paraguay. In den folgenden Jahren gehörte er zum Stamm der Nationalmannschaft, bei der WM 2007 folgte endgültig sein internationaler Durchbruch aufgrund hervorragender Leistung und dem überraschenden Einzug ins Halbfinale, wo sich Argentinien dem späteren Weltmeister Südafrika geschlagen geben musste. Im Anschluss wurde er als einer von fünf Spielern zum Spieler des Jahres vom International Rugby Board nominiert. Bryan Habana gewann die Wahl. Im Vorfeld der WM hatte er mit Stade Français zum zweiten Mal den französischen Meistertitel gewonnen.
Im Jahr 2009 verließ er den Pariser Club, um für ein Jahr in Südafrika zu spielen. Er unterzeichnete einen Kontrakt mit den Sharks, für die er in der Saison 2010 im Super 14 spielte. Zuvor war er für die Natal Sharks in der südafrikanischen Meisterschaft Currie Cup aktiv. Auf die Saison 2010/11 hin wechselte er zum Pariser Verein Racing Métro 92.
Hernández’ Onkel Patricio war Nationalspieler im Fußball, seine Schwester María de la Paz Hernández hat bei Olympischen Spielen eine Silber- und zwei Bronzemedaillen mit der Hockeynationalmannschaft gewonnen.